# Lindelöfsche Vermutung
Die lindelöfsche Vermutung ist eine 1905 von Ernst Leonard Lindelöf aufgestellte und bis heute unbewiesene Vermutung über die Ordnung der riemannschen Zetafunktion {\displaystyle \zeta (s)} entlang der „kritischen Geraden“ {\displaystyle 1/2+\mathrm {i} t}.
Die lindelöfsche Vermutung besagt, dass {\displaystyle |\zeta (1/2+\mathrm {i} t)|={\mathcal {O}}(t^{\epsilon })} für {\displaystyle t\to \infty } und jedes {\displaystyle \epsilon >0}. Dabei ist {\displaystyle {\mathcal {O}}} das Bachmann-Landau-Symbol.
Bisher konnten nur schwächere Aussagen der Form {\displaystyle |\zeta (1/2+\mathrm {i} t)|={\mathcal {O}}(t^{k+\epsilon })} bewiesen werden: Der 1930 von Johannes van der Corput und Jurjen Koksma ermittelte Wert {\displaystyle k=1/6=0{,}166\dots } konnte seither schrittweise leicht verbessert werden, zuletzt auf {\displaystyle k=89/570=0{,}156\dots } von Martin Huxley.
Die lindelöfsche Vermutung ist schwächer als die riemannschen Vermutung: Mit einem Beweis der riemannschen Vermutung wäre auch die lindelöfsche Vermutung bewiesen, nicht jedoch umgekehrt.